# Ejektiv
Ejektive sind nichtpulmonale Konsonanten, meist Plosive, die durch eine rasche Aufwärtsbewegung des Kehlkopfes bei geschlossener Glottis und durch anschließende Lösung des oralen Verschlusses gebildet werden. Während bei pulmonalen Verschlusslauten der Überdruck im Artikulationsraum durch die aus den Lungen entströmende Luft entsteht, wird bei den Ejektiven der Überdruck durch die Kompression der Luft zwischen der geschlossenen Glottis und dem oralen Verschluss erzeugt. Es wird dabei also weder aus- noch eingeatmet. 
Ejektive sind in etwa 20 Prozent aller Sprachen vorhanden, unter anderem in indigenen amerikanischen, afrikanischen und kaukasischen Sprachen wie Georgisch.
Ejektive werden im Internationalen Phonetischen Alphabet durch das nachgestellte Zeichen ʼ (Unicode MODIFIER LETTER APOSTROPHE U+02BC) gekennzeichnet, wie in den folgenden Beispielen: [pʼ], [tʼ], [kʼ], [t͡ʃʼ], [sʼ].
Neben Plosiven können Ejektive auch mit Frikativen und Affrikaten gebildet werden. Man unterscheidet dementsprechend drei Gruppen:
- Ejektive Plosive oder einfach nur Ejektive
- Ejektive Frikative
- Ejektive Affrikaten

## Liste der Ejektive
Ejektive Plosive
- bilabialer Ejektiv [⁠pʼ⁠]
- dentaler Ejektiv [⁠t̪ʼ⁠]
- alveolarer Ejektiv [⁠tʼ⁠]
- retroflexer Ejektiv [⁠ʈʼ⁠]
- palataler Ejektiv [⁠cʼ⁠]
- velarer Ejektiv [⁠kʼ⁠]
- labialisierter velarer Ejektiv [⁠kʼʷ⁠]
- uvularer Ejektiv [⁠qʼ⁠]
- labialisierter uvularer Ejektiv [⁠qʼʷ⁠]

Ejektive Frikative
- bilabialer ejektiver Frikativ [⁠ɸʼ⁠]
- labiodentaler ejektiver Frikativ [⁠fʼ⁠]
- dentaler ejektiver Frikativ [⁠θʼ⁠]
- alveolarer ejektiver Frikativ [⁠sʼ⁠]
- alveolar-lateraler ejektiver Frikativ [⁠ɬʼ⁠]
- alveolopalataler ejektiver Frikativ [⁠ɕʼ⁠]
- postalveolarer ejektiver Frikativ [⁠ʃʼ⁠]
- retroflexer ejektiver Frikativ [⁠ʂʼ⁠]
- palataler ejektiver Frikativ [⁠çʼ⁠]
- velarer ejektiver Frikativ [⁠xʼ⁠]
- labialisierter velarer ejektiver Frikativ [⁠xʼʷ⁠]
- uvularer ejektiver Frikativ [⁠χʼ⁠]
- labialisierter uvularer ejektiver Frikativ [⁠χʼʷ⁠]

Ejektive Affrikaten
- dentale ejektive Affrikate [⁠t͡θʼ⁠]
- alveolare ejektive Affrikate [⁠t͡sʼ⁠]
- alveolar-laterale ejektive Affrikate [⁠t͡ɬʼ⁠]
- alveolopalatale ejektive Affrikate [⁠t͡ɕʼ⁠]
- postalveolare ejektive Affrikate [⁠t͡ʃʼ⁠]
- retroflexe ejektive Affrikate [⁠ʈ͡ʂʼ⁠]
- palatale ejektive Affrikate [⁠c͡çʼ⁠]
- laterale palatale ejektive Affrikate [⁠c͡ʎ̝̥ʼ⁠]
- velare ejektive Affrikate [⁠k͡xʼ⁠]
- laterale velare ejektive Affrikate [⁠k͡ʟ̝̊ʼ⁠]
- uvulare ejektive Affrikate [⁠qχʼ⁠]

| Nichtpulmonale Konsonanten | Nichtpulmonale Konsonanten | bilabial | labio- dental | dental | alveolar | alveolar-lateral | alveolo- palatal | post- alveolar | retroflex | palatal | velar | uvular |
| -------------------------- | -------------------------- | -------- | ------------- | ------ | -------- | ---------------- | ---------------- | -------------- | --------- | ------- | ----- | ------ |
| Klicks                     | Klicks                     | ʘ        |               | ǀ      | ǃ        | ǁ                | ǂ                |                | 𝼊         |         |       |        |
| Implosive                  | Implosive                  | ɓ        |               |        | ɗ        |                  |                  |                | ᶑ         | ʄ       | ɠ     | ʛ      |
| Ejektive                   | Ejektive Plosive           | pʼ       |               | t̪ʼ     | tʼ       |                  |                  |                | ʈʼ        | cʼ      | kʼ    | qʼ     |
| Ejektive                   | Ejektive Frikative         | ɸʼ       | fʼ            | θʼ     | sʼ       | ɬʼ               | ɕʼ               | ʃʼ             | ʂʼ        | çʼ      | xʼ    | χʼ     |
| Ejektive                   | Ejektive Affrikaten        |          |               | t͡θʼ    | t͡sʼ      | t͡ɬʼ              | t͡ɕʼ              | t͡ʃʼ            | ʈ͡ʂʼ       | c͡çʼ     | k͡xʼ   | q͡χʼ    |